# (420779) Świdwin
(420779) Świdwin est un astéroïde de la ceinture principale.

## Description
(420779) Swidwin est un astéroïde de la ceinture principale. Il fut découvert le 11 avril 2013 à l'observatoire du Teide (télescope OGS de l'Agence spatiale européenne) par ESA OGS. Il présente une orbite caractérisée par un demi-grand axe de 2,61 UA, une excentricité de 0,20 et une inclinaison de 16,9° par rapport à l'écliptique.

## Compléments